# Дьйордь Лукач
Дьйордь Лукач (угор. Lukács György; нім. Geörg Lukács; 13 квітня 1885, Будапешт — 4 червня 1971, там саме) — угорський революціонер, теоретик марксизму і літературний критик, учасник угорського та міжнародного комуністичного руху, один з фундаторів та видатний представник неомарксизму.

## Життєпис
Лукач народився у заможній єврейській сім'ї. При народженні мав ім'я Георг Бернард Левінґер. Його батько був багатим і впливовим банкіром, 1891 р. змінив прізвище на Сеґеді, а пізніше отримав титул барона фон Лукача.
З 1906 по 1915 рік навчався в університетах Будапешта, Берліна та Гайдельберга, де водив дружбу з Георгом Зіммелем, Максом Вебером та Ернстом Блохом. 1917 року разом з друзями організував у Будапешті «Вільну школу наук і духу», що в її роботі поміж інших брав участь відомий композитор Бела Барток (1881—1945). У цей період за своїми поглядами Лукач був об'єктивним ідеалістом; його головними творами цього періоду стали збірка есеїв «Душа та форма» (1910) і книга «Теорія роману» (1916).
Під час першої світової війни (1914—1918) Лукач здійснив ідейну еволюцію, що під кінець війни призвела його до марксизму. У грудні 1918 вступив до лав Угорської Комуністичної партії, а за часів Угорської Радянської Республіки (березень—серпень 1919) протягом короткого часу він обіймав посаду народного комісара просвіти та культури. Після падіння республіки й розгортання в Угорщині «білого терору» Лукач був змушений тікати закордон: з 1919 по 1930 жив у Відні, з 1930 по 1945 — у Москві (два роки, з 1931 по 1933 жив у Берліні).
Ще на еміграції у Відні Лукач видав «Історію та класову свідомість» — збірку статей і нарисів з 1919—1922, що їй судилося стати найвідомішою його книжкою (див. Ідейна спадщина). У московській еміграції написав «Історичний роман» (1937, вийшла друком як окрема книжка 1954) і «Молодого Геґеля. Про відносини діалектики й політекономії» (1938, вперше опублікована 1948).
1945 року Лукач повернувся до Угорщини. Під час народного повстання 1956 року був міністром культури в уряді Імре Надя. По придушенню повстання Радянською Армією Лукач разом з іншими членами уряду депортували до Румунії. Вдруге повернувшись на батьківщину (1957), Лукач присвятив себе виключно теоретичній роботі — розробляв питання естетики та філософії. Він завершив 4-томову «Естетику» (1962) і не встиг завершити «Онтологію суспільного буття» (1971) — обидва опуси вийшли друком по його смерти.

## Ідейна спадщина

### «Історія та класова свідомість»
В «Історії та класовій свідомості» Лукач стверджував, що через своє бачення цілісности (тотальности) і зосередженість на центральності товарного виробництва марксизм є найкращим методолоґічним інструментом критичної аналізи сучасного капіталістичного суспільства та відкриває в пролєтаріяті силу, спроможну на революційне перетворення суспільства. Індивід ніколи не може стати мірою філософії чи — тим більше — дії, спрямованої на визволення, оскільки він оточений готовими, «народженими» до нього та незмінними об'єктами, що уможливлює вироблення лише суб'єктивних реакцій або конформістського визнання, або нігілістичної відмови. Тільки кляса може охопити дійсність у цілому в процесі її революційного перетворення за умови звільнення її членів з-під «чар» урічевленної об'єктивности.
Точка зору пролєтаріяту дозволяє бачити, як капіталістичне суспільство породжує «урічевлення» — перетворення людських властивостей, стосунків і дій на властивості, стосунки та дії рукотворних речей, що відокремлюються від людини й починають панувати над її життям. Урічевлення — крайній, але вельми поширений прояв відчуження. Наслідком є те, що люди починаються сприйматися як речі чи абстрактні поняття, а ті в свою чергу заступають місце людей і починають сприйматися як живі істоти.
За капіталізму всі суспільні відносини просякнути економічними імперативами та підпорядковуються економічним законам. Єдиним розв'язанням проблєм буржуазного суспільства є пролєтарська революція і соціялізм. Комуністична партія є формоутворенням пролєтарської свідомости, себто практичним втіленням прагнень пролєтаріяту усвідомити себе та свої клясові інтереси. Через своє особливе положення «живого заперечення капіталізму» пролєтаріят є єдиною клясою, спроможною здобути справжню клясову свідомість — усвідомити свою історичну ролю революційного суб'єкту.
Класова свідомість не дається робітникові при народженні, але її здобувають у постійній боротьбі з диктатом буржуазної ідеолоґії. Тільки пролєтаріят здатен побачити, що так звані «вічні закони економіки» є нічим иншим як продуктами історичного розвитку, результатом колєктивної дії індивідів, а значить їх можна змінити через свідому дію. Всі инші суспільні кляси, в тому числі буржуазія, приречені на «хибну свідомість», що утримує їх від розуміння тотальности історії та створює ілюзію вічности й універсальности окремого історичного етапу, наприклад, капіталізму. Носії хибної свідомости сприймають капіталізм як щось природне й об'єктивне, тоді як насправді це лише минущий епізод історії.
Лукач переосмислив поняття «ортодоксальний марксизм»: так він називав не вірність доґмі, не некритичну віру в ту чи иншу тезу «основоположників» (Карла Маркса й Фрідріха Енґельса), не збереження традицій, а наукове застосування і розвиток марксистської методи (діялєктичного матеріялізму) в конкретно-історичних умовах.

### «Історичний роман»
Лукачев «Історичний роман» є, напевне, найбільш відомим з усіх творів марксистської літературної критики. За Лукачем, історичний роман має кілька принципових моментів.
Його форма, це — обов'язково епопея, що зображує зміни у народному житті через репрезентативні людські типи в момент, коли їхнє життя змінюється під впливом суспільних перетворень. Серед героїв можуть бути й історичні постаті, проте вони мають бути малопомітними, їхня роля — другорядна. Замість них оповідь обертається навколо звичайних, невидатних людей, що їм судилося опинитись в епіцентрі драматичних подій. Тим-то Лукач високо цінує романи Вальтер Скотт (1771—1832), що в них розгортається траґічне змагання між низхідними та висхідними формами суспільного життя, віддається належне минулому, але стверджується історична необхідність приходу нового.
Крім того історичний роман є не окремим, чітко окресленим жанром або піджанром роману, але попередником великого реалістичного роману XIX ст. Так, Оноре Бальзак (1799—1850) приклав його методу до сучасности та змалював Францію доби Реставрації і Липневої монархії у такий самий спосіб, як Скотт зображував Шотляндію XVIII ст. або Анґлію XII ст. Великим послідовником Бальзака, за Лукачем, став Лев Толстой (1828—1910), що його «Війна і мир» (1869) стала найвищою точкою як історичного, так і реалістичного роману XIX ст.
Лукачева робота в царині літературної критики вплинула на багатьох теоретиків літератури, в тому числі на Фредріка Джеймсона (народ. 1934) й Едварда Саїда (1935—2003).

## Основні твори
- Теорія роману (Theorie des Romans, 1916)
- Історія та класова свідомість (Geschichte und Klassenbewußtsein, 1923)
- Лєнін. Нарис про взаємозв'язок його ідей (Lenin — Studie über den Zusammenhang seiner Gedanken, 1924)
- Історичний роман (Der historische Roman, 1937, 1954)
- Ґьоте і його час (Goethe und seine Zeit, 1947)
- Молодий Геґель. Про відносини діялєктики й політекономії (Der junge Hegel — Über die Beziehungen von Dialektik und Ökonomie, 1948)
- Знищення розуму (Die Zerstörung der Vernuft, 1954)
- Онтолоґія суспільного буття (Zur Ontologie des gesellschaftlichen Seins, 1971—1973)
- Естетика (Ästhetik, 1972—1976)

## Українські переклади
- Дьєрдь Лукач. Франц Кафка чи Томас Манн? Авангардизм і критичний реалізм у сучасній буржуазній літературі / Пер. з нім. // «Всесвіт» (Київ). — 1974. — № 5. — Стор. 168—195.
- Роза Люксембурґ, Ґеорґ Лукач. Про Російську революцію / Пер. з нім. — Київ: «Вперед», 2012. — 91 с.

### Твори Лукача
- Що таке ортодоксальний марксизм? (1919) [Архівовано 23 вересня 2011 у Wayback Machine.]
- Український націонал-більшовизм (1921) [Архівовано 1 лютого 2012 у Wayback Machine.]
- Роза Люксембурґ як марксист (1921) [Архівовано 24 жовтня 2013 у Wayback Machine.]
- Критичні міркування щодо брошури Рози Люксембурґ «Російська революція» (1922) [Архівовано 8 січня 2015 у Wayback Machine.]
- Франц Кафка чи Томас Манн? Авангардизм і критичний реалізм у сучасній буржуазній літературі (1955) [Архівовано 4 серпня 2020 у Wayback Machine.]
- Лукач Дьёрдь. Книги онлайн [Архівовано 4 вересня 2021 у Wayback Machine.](рос.)
- Архів Лукача на Marxists.org [Архівовано 28 квітня 2020 у Wayback Machine.](англ.)

### Про нього
- Роман Тиса. Біля витоків «західного марксизму»: Лукач, Корш, Ґрамші (2018) [Архівовано 29 травня 2019 у Wayback Machine.]